# Ежёвая (станция)
Ежёвая — конечная железнодорожная станция однопутного неэлектрифицированного ответвления Шурала — Ежёвая от линии Нижний Тагил — Екатеринбург Свердловской железной дороги. Расположена в городе Кировграде Свердловской области, Россия. Входит в Нижнетагильский центр организации работы железнодорожных станций ДЦС-4 Свердловской дирекции управления движением.
Пассажирское движение по станции отсутствует. До 2006 года в ходу имелось 2 пары грузопассажирских (пригородных) поездов сообщением Шурала — Ежёвая.
На станции имеется маленький одноэтажный деревянный вокзал и одна низкая пассажирская платформа у 1 пути. Станция расположена в городской промзоне, примерно в 300 метрах к востоку от улицы Челюскинцев.
От станции отходят подъездные пути к «Кировградскому заводу твёрдых сплавов» и предприятию «Производство полиметаллов» (филиалу ОАО «Уралэлектромедь»). В непосредственной близости расположена промышленная станция Передаточная (ОАО «Уралэлектромедь») с пунктом взвешивания вагонов.